# Volokolamskaïa (métro de Moscou)
Volokolamskaïa (en russe : Волокола́мская et en anglais : Volokolamskaya) est une station de la ligne Arbatsko-Pokrovskaïa (ligne 3 bleue) du métro de Moscou. Elle est située sur le territoire du raïon Mitino dans le district administratif nord-ouest de Moscou.

## Situation sur le réseau
Établie en souterrain, à 14 mètres sous le niveau du sol, la station Volokolamskaïa est située au point 271+70 de la ligne Arbatsko-Pokrovskaïa (ligne 3 bleue), entre les stations Miakinino (en direction de Chtchiolkovskaïa), et Mitino (en direction de Piatnitskoïe chosse).
En direction de Miakinino, la ligne passe en surface pour franchir la Moskova.

## Histoire
La station Volokolamskaïa est mise en service le 26 décembre 2009, lors de l'ouverture à l'exploitation du prolongement entre Stroguino et Mitino.

Architecture et décoration
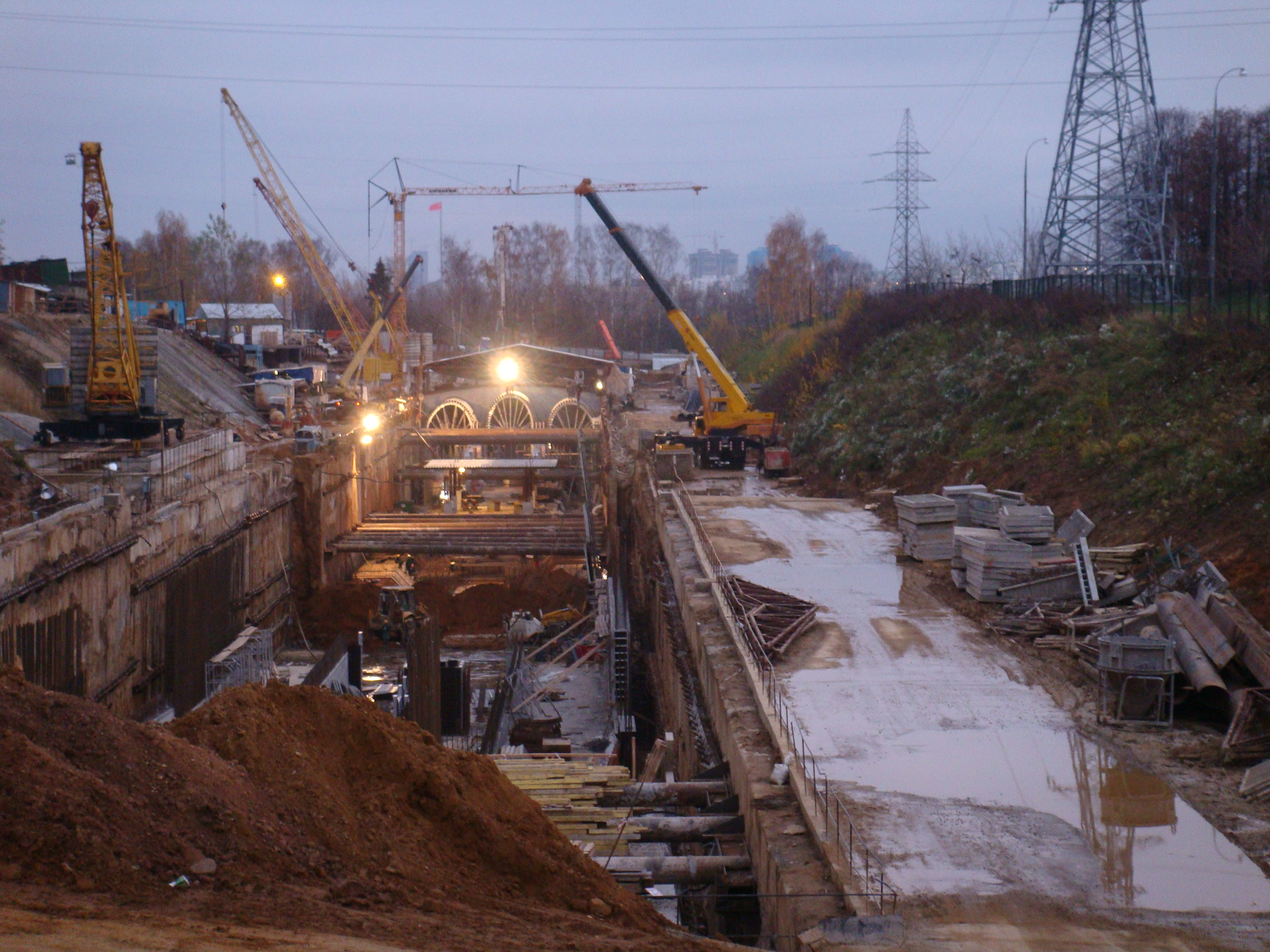
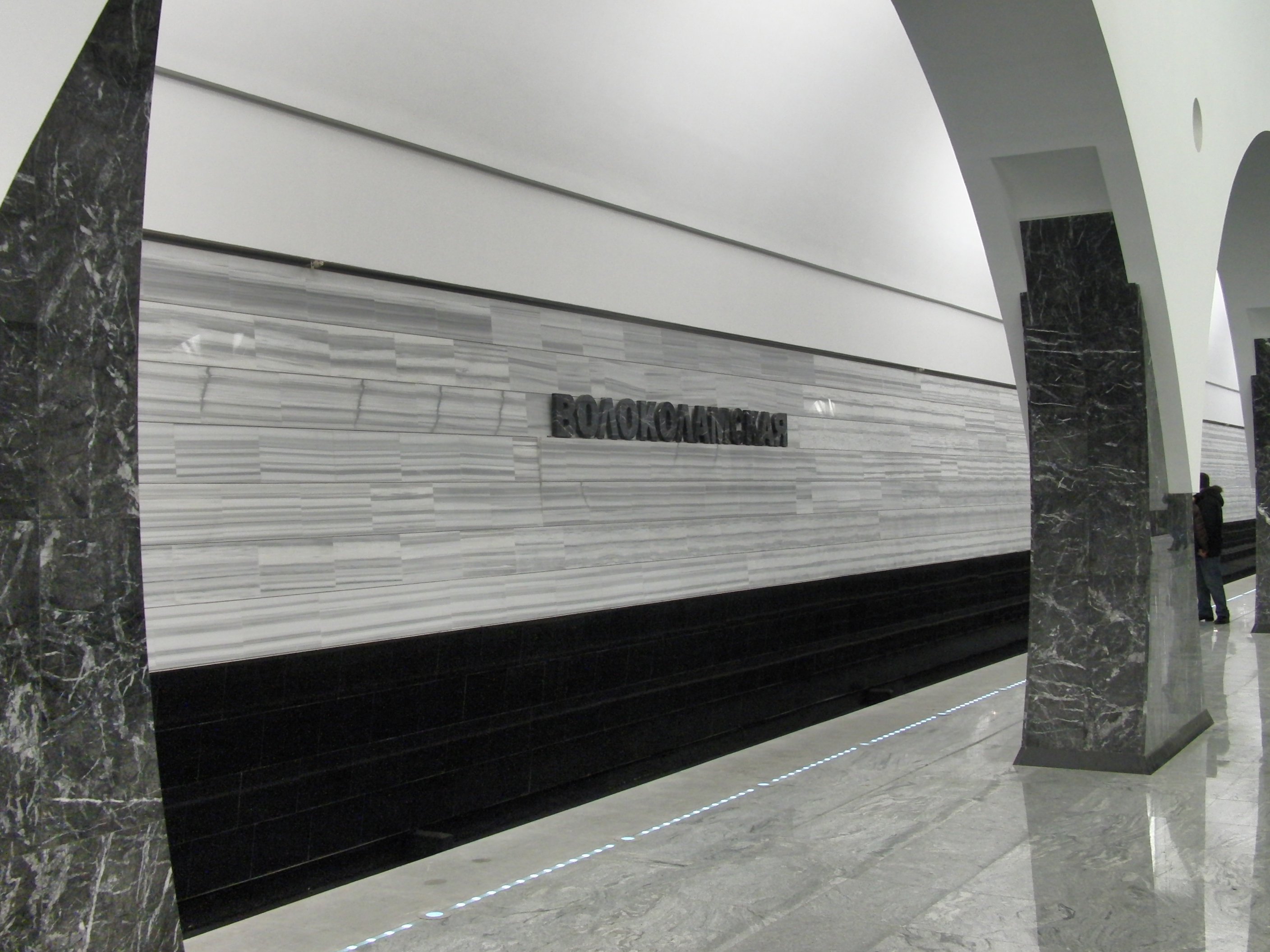
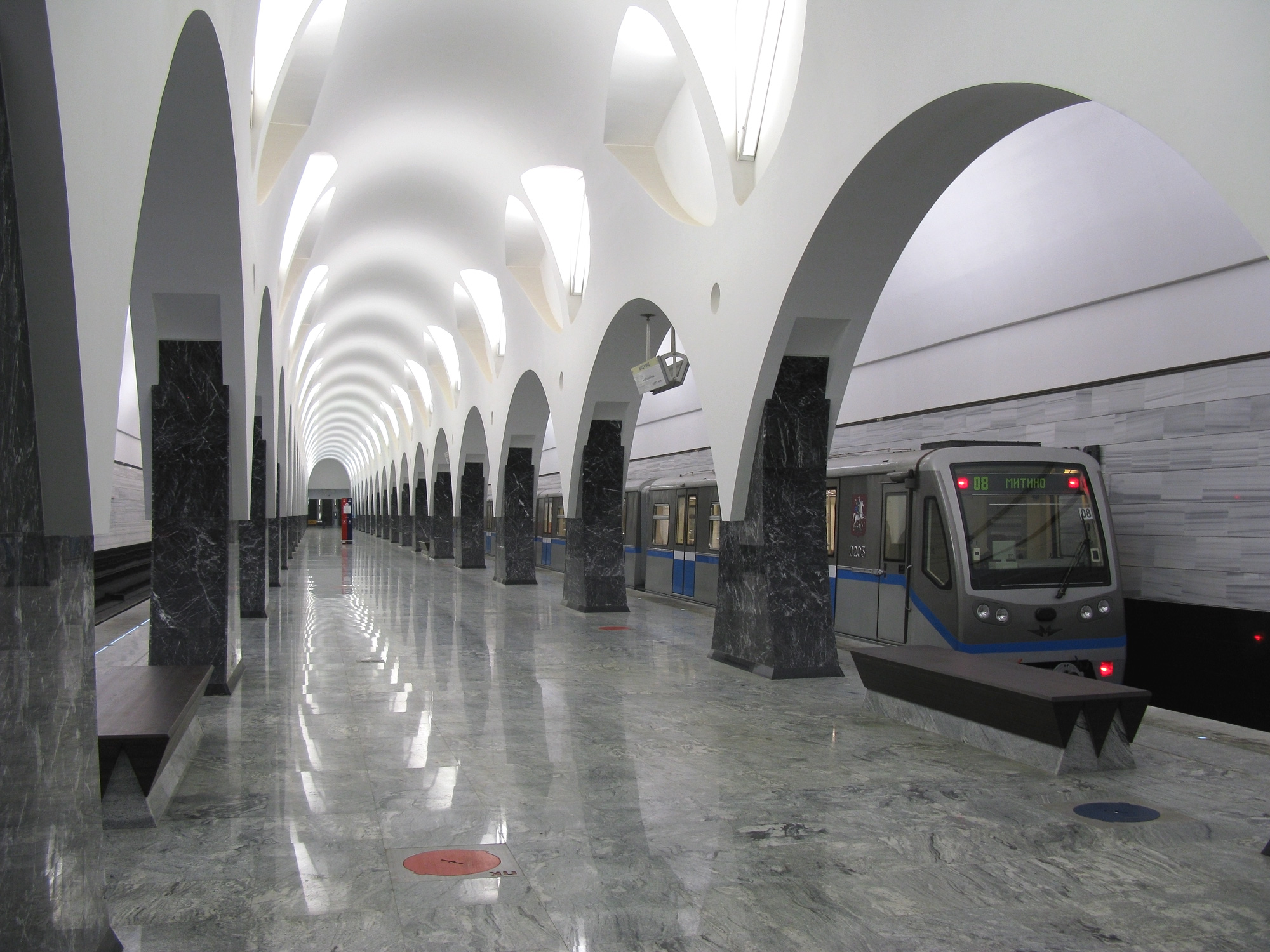